# Ибн ас-Сиккит
Ибн ас-Сикки́т (араб. ابن السكيت‎, ум. в 858 году, Багдад) — известный арабский языковед и грамматик из Багдада.
Его полное имя: Абу Юсуф Якуб ибн Исхак ибн ас-Сиккит ад-Даруки аль-Ахвази аль-Багдади (араб. أبو يوسف يعقوب بن إسحاق بن السكيت الدروقي الأهوازي البغدادي‎).
Ибн ас-Сиккит был выходцем из Хузестана (юго-запад Ирана), получил образование в Багдаде. Занимался воспитанием сыновей аббасидского халифа аль-Мутаваккиля. В лингвистике был продолжателем традиций именитого куфийского языковеда аль-Кисаи. Самым известным трудом Ибн ас-Сиккита является книга «Об улучшении языка» (араб. إصلاح المنطق‎), о которой аль-Мубаррад писал, что не видел у багдадских грамматиков книги совершеннее этой. Помимо основной деятельности он занимался изданием древнеарабских произведений и их филологическим комментированием.
Из-за своей приверженности шиизму был растерзан толпой в 858 году. По другой версии, халиф аль-Мутаваккиль спросил его о том, кого он любит больше: аль-Мутазза и аль-Муайяда или аль-Хасана и аль-Хусейна? И он ответил, что Канбар, слуга Али ибн Абу Талиба, лучше халифа и его сыновей. В отместку за такую дерзость, по приказу халифа, Ибн ас-Сиккита растоптали и вырвали язык, после чего он скончался.